# Bilateral (álbum)
Bilateral é o segundo álbum de estúdio lançado pela banda norueguesa de metal progressivo, Leprous. Foi gravado nos Ivory Shoulder Studios e Juke Joint Studio.
O álbum conta com a participação de Ihsahn nos vocais da quarta faixa, Thorn, e os trompetes em Thorn e Painful Detour são tocados por Vegard Sandbukt. Trompetes e teclados adicionais foram gravados no Kulturkirken Jacob, em Oslo por Rune Børø.

## Recepção
| Críticas profissionais | Críticas profissionais |
| Avaliações da crítica  | Avaliações da crítica  |
| Fonte                  | Avaliação              |
| ---------------------- | ---------------------- |
| Heavyblogisheavy.com   | [ 2 ]                  |
| Heavymetal.about.com   | [ 3 ]                  |
| Jukebox:Metal          | [ 4 ]                  |

Bilateral foi avaliado como não sendo tão pesado quanto Tall Poppy Syndrome, mas as características da banda variando entre músicas pesadas e músicas mais leves foram elogiadas. O álbum recebeu notas altas em várias avaliações profissionais.

## Lista de faixas
Todas as faixas escritas e compostas por Leprous. 
| N.º            | Título                | Duração |  |
| 1.             | "Bilateral"           | 4:00    |  |
| 2.             | "Forced Entry"        | 10:20   |  |
| 3.             | "Restless"            | 3:30    |  |
| 4.             | "Thorn"               | 5:47    |  |
| 5.             | "Mb. Indifferentia"   | 6:33    |  |
| 6.             | "Waste of Air"        | 5:32    |  |
| 7.             | "Mediocrity Wins"     | 6:07    |  |
| 8.             | "Cryptogenic Desires" | 2:45    |  |
| 9.             | "Acquired Taste"      | 5:13    |  |
| 10.            | "Painful Detour"      | 8:18    |  |
| Duração total: | Duração total:        | 58:11   |  |

## Membros
- Einar Solberg – Sintetizador, vocais
- Tor Oddmund Suhrke – Guitarra, vocais
- Øystein Landsverk – Guitarra, vocais de apoio
- Rein Blomquist – Baixo
- Tobias Ørnes Andersen – Bateria
- Ihsahn (ex-Emperor) – Vocais em "Thorn"
- Jens Bogren – Mixagem